# Лебедев, Николай Степанович
Николай Степанович Лебедев (4 февраля 1893 — 26 августа 1959) — историк-византиевед, библиограф, библиофил.

## Биография
Николай Степанович Лебедев родился в 1893 году в крестьянской семье. Его отец умер, когда ему было пять лет. Начал работать в пятнадцать лет. Совмещал работу с учёбой, посещал Вечерние общеобразовательные курсы, которые окончил в 1920 году. В 1920-ы годы был заведующим массовых библиотек различных учреждений города. В 1925 году окончил Ленинградский государственный университет по специальности «история Византии и история СССР». С 1925 по 1937 год был сотрудником журналов «Книга и революция», «Книга и профсоюзы», «Красный библиотекарь» и др. В 1931 году стал главным библиотекарем Публичной библиотеки. В 1939 году начала преподавать в Ленинградском коммунистическом политико-просветительном (позднее Библиотечном) институте им. Н. К. Крупской. С 1943 по 1946 год был учёным секретарём ЛОИИ АН СССР. В 1943 году защитил кандидатскую диссертацию. С 1945 по 1952 год был деканом факультета библиографии института им. Н. К. Крупской. В 1957 году из-за значительной потери зрения Лебедеву пришлось оставить работу.
Николай Степанович Лебедев умер в 1959 году. Был похоронен на Серафимовском кладбище.

## Основные работы
- Зачем писать отзывы. 2-е изд. испр. и доп., Л., 1929 (совм. с В. Сахаровым)
- Византиноведение в СССР за 25 лет // 25 лет исторической науки в СССР. Сборник статей. М., 1942.
- Византийские источники // Исторический журнал. 1943. № 1. С. 91—95.
- Византия и монголы в XIII в. (По известиям Георгия Пахимера) // Исторический журнал. 1944. № 1. С. 91—93.
- Академик В. Г. Васильевский и его работы по истории Византии // Исторический журнал. 1944. № 5/6. С. 74—82.
- Издания византийских текстов в западноевропейской литературе // Византийский сборник. М.; Л., 1945. С. 265—270. (совм. с Ф. М. Россейкиным)
- Академик Ф. И. Успенский и русское византиноведение // Звезда. 1945. № 10/11. С. 205—207.
- Научное рукописное наследство акад. Ф. И. Успенского // Византийский временник. 1947. № 1 (26). С. 109—113.
- Византиноведение в СССР. 1936—1946 гг. // Byzantinoslavica. 1947. Т. 9. № 1. С. 97—112.
- С. П. Шестаков: [Некролог] // Byzantinoslavica. 1947. № 9. № 1. С. 200.
- Византологические работы проф. С. П. Шестакова // Византийский временник. 1949. Т. 2. С. 421—423.
- Успенский Ф. И. История Византийской империи. Т. 3 / Подгот. к печати, предисловие. М.; Л., 1948.

## Награды
- Медаль «За оборону Ленинграда»;
- Медаль «За доблестный труд в Великой Отечественной войне 1941—1945 гг.»